# Mercenary (jeu vidéo)
Pour les articles homonymes, voir Mercenary.
Mercenary est un jeu vidéo d'action-aventure développé par Novagen Software, sorti en 1985 sur Atari 400, Atari 800, Atari XL, Atari XE, Commodore 64, ZX Spectrum, Amstrad CPC, Atari ST, Amiga, Commodore 16 et Commodore Plus/4. Il a pour suite Damocles et Mercenary III: The Dion Crisis.

## Accueil
- CU Amiga : 8/10[1]